# NCSM Vegreville (J257)
Le NCSM Vegreville (pennant number J257) (ou en anglais HMCS Vegreville) est un dragueur de mines de la Classe Bangor lancé pour la Marine royale canadienne (MRC) et qui a servi pendant la Seconde Guerre mondiale.

## Conception
Le Vegreville est commandé dans le cadre du programme de la classe Bangor de 1940-41 pour le chantier naval de Canadian Vickers Limited de Montréal au Québec au Canada. La pose de la quille est effectuée le 2 juin 1941, le Vegreville est lancé le 7 octobre 1941 et mis en service le 10 décembre 1941.
La classe Bangor doit initialement être un modèle réduit de dragueur de mines de la classe Halcyon au service de la Royal Navy,. La propulsion de ces navires est assurée par trois types de motorisation : moteur diesel, moteur à vapeur à pistons à double ou triple expansions et turbine à vapeur. Cependant, en raison de la difficulté à se procurer des moteurs diesel, la version diesel a été réalisée en petit nombre.
Les dragueurs de mines de classe Bangor version canadienne déplacent 683 tonnes en charge normale. Afin de pouvoir loger les chaufferies, ce navire possède des dimensions plus grandes que les premières versions à moteur diesel avec une longueur totale de 54,9 mètres, une largeur de 8,7 mètres et un tirant d'eau de 2,51 mètres. Ce navire est propulsé par deux moteurs alternatifs verticaux à triple détente alimentés par deux chaudières à tubes d'eau à trois tambours Admiralty et entraînant deux arbres d'hélices. Le moteur développe une puissance de 2 400 chevaux-vapeur (1 790 kW) et atteint une vitesse maximale de 16 nœuds (30 km/h). Le dragueur de mines peut transporter un maximum de 152 tonnes de fioul.
Leur manque de taille donne aux navires de cette classe de faibles capacités de manœuvre en mer, qui seraient même pires que celles des corvettes de la classe Flower. Les versions à moteur diesel sont considérées comme ayant de moins bonnes caractéristiques de maniabilité que les variantes à moteur alternatif à faible vitesse. Leur faible tirant d'eau les rend instables et leurs coques courtes ont tendance à enfourner la proue lorsqu'ils sont utilisés en mer de face.
Les navires de la classe Bangor sont également considérés comme exiguës pour les membres d'équipage, entassant 6 officiers et 77 matelots dans un navire initialement prévu pour un total de 40.

## Histoire

### Seconde Guerre mondiale
Le Vegreville est mis en service dans la Marine royale du Canada le 10 décembre 1941 à Montréal. Après sa mise en service, le Vegreville est affecté à la Western Local Escort Force (WLEF) (Force d'escorte locale de l'Ouest) en tant qu'escorte de convoi. En juin 1942, il est réaffecté à la Gulf Escort Force (Force d'escorte du Golfe) et, en septembre, à la Newfoundland Force (Force de Terre-Neuve).
En janvier 1944, le Vegreville est envoyé au Royaume-Uni dans le cadre de la contribution du Canada à l'invasion de la Normandie. Avant l'invasion, il est affecté dans la 32e, puis la 31e et enfin la 14e flottille de dragage de mines, avec laquelle il combat pendant le jour J,. La 14e flottille est affectée au dragage des mines du canal 2 dans le secteur américain. Dans la nuit du 5 au 6 juin, la flottille nettoie le chenal d'assaut sans être inquiétée par les positions côtières allemandes. La 14e flottille de dragage de mines reprend ses activités de dragage de mines une heure après le début de l'assaut le 6 juin. Elle nettoie la Baie de Seine jusqu'au 13 juin. La 14e flottille poursuit les activités de dragage de mines dans la zone d'invasion jusqu'au 21 juin. Le Vegreville reste dans les eaux britanniques jusqu'en septembre de la même année.
En septembre 1944, le Vegreville rentre au Canada et subit un réaménagement à Sydney en Nouvelle-Écosse. Après son achèvement, le navire est renvoyé au Royaume-Uni, où il arrive en février 1945. Il rejoint la 31e flottille de dragage de mines après son retour au Royaume-Uni. En avril 1945, la 31e flottille de dragueurs de mines rejoint la dernière opération combinée de grande envergure sur le théâtre européen lors d'une attaque contre les bases navales allemandes en France qui ont été laissées intactes par l'effort de guerre des Alliés jusqu'alors. Partant de Plymouth le 12 avril, la 31e flottille de dragage de mines commence ses opérations dans l'embouchure de l'estuaire de la Gironde le 14 avril. Elle termine sa mission le 16 avril, sans être inquiété par les Allemands. De retour à Plymouth, la flottille rencontre un chalutier allemand et le capture.
Le 23 avril 1945, le Vegreville subit une grave avarie de son moteur bâbord dans la Manche au large de la France et est contraint de rentrer au port. Une fois au port, il est déclaré perte totale et irréparable. Le 6 juin 1945, il est désarmé à Falmouth où il reste jusqu'à ce qu'il soit conduit à Hayle en mai 1947 pour y être démantelé.

### Honneurs de bataille
- Gulf of St. Lawrence 1942
- Atlantic 1944
- Normandy 1944

### Participation auxconvois
Le Vegreville a navigué avec les convois suivants au cours de sa carrière:
1. Convoi ON 252
2. Convoi ONS 25

### Commandement
- Commander (Cdr.) Frederick Avery Price (RCNVR) du 10 décembre 1941 au 19 janvier 1942
- Lieutenant Commander (Lt.Cdr.) Thomas Harold Beamen (RCNVR) du 20 janvier 1942 au 11 janvier 1943
- Lieutenant (Lt.) Thomas Bottrell Edward (RCNR) du 12 janvier 1943 au 6 novembre 1944
- Lieutenant Commander (Lt.Cdr.) A. Sagar (RCN) du 7 novembre 1944 au 3 février 1945
- Lieutenant (Lt.) John Wardrop Ross (RCNVR) du 4 février 1945 au 6 juin 1945

Notes:
RCN/ Royal Canadian Navy
RCNR: Royal Canadian Naval Reserve
RCNVR: Royal Canadian Naval Volunteer Reserve 